# كارل فورستر
كارل فورستر (بالألمانية: Karl August Förster)‏ هو مترجم وكاتب وشاعر ألماني، ولد في 3 أبريل 1784 في ناومبورغ في ألمانيا، وتوفي في 18 ديسمبر 1841 في درسدن في ألمانيا.

## وصلات خارجية
- كارل فورستر على موقع ديسكوغز (الإنجليزية)